# علي عبد العزيز (مدير أعمال)
علي عبد العزيز (مواليد 3 أكتوبر 1978) هو مدير أعمال فنون قتالية مختلطة مصري المولد. كان لديه مسيرة احترافية قصيرة كمقاتل قبل أن يصبح مديرًا، وكان سجله فوز وحيد وثلاثة هزائم (جميع النزالات انتهت بالإخضاع).
علي يدير أعمال العديد من أبطال بطولة القتال النهائي (UFC)، من بينهم حبيب نورمحمدوف وجاستن غيثي وكامارو عثمان وهنري سيجودو. كما أنه يدير أعمال بطلة الوزن الخفيف في دوري المقاتلين المحترفين كايلا هاريسون وبطل وزن الريشة لانس بالمر [الإنجليزية].

## سجل فنون القتال المختلطة
| السجل المهني |       |         |
| 4 نزال       | 1 فوز | 3 خسارة |
| إخضاع        | 1     | 3       |

| النتيجة | السجل | الخصم               | الطريقة             | الحدث         | التاريخ         | الجولة | الوقت | المكان                               | الملاحظات |
| ------- | ----- | ------------------- | ------------------- | ------------- | --------------- | ------ | ----- | ------------------------------------ | --------- |
| خسر     | 1–3   | كاول أونو           | إخضاع (بالذراع)     | كاي-1 هيروز 8 | مارس 12, 2007   | 1      | 1:58  | ناغويا، اليابان                      |           |
| خسر     | 1–2   | روكي جونسون         | إخضاع (بالذراع)     | حلقة النار 26 | سبتمبر 9, 2006  | 1      | 2:50  | كاسل روك، كولورادو، الولايات المتحدة |           |
| خسر     | 1–1   | تاكوهيرو كاميكوزونو | إخضاع (عقف الكعب)   | حلقة النار 19 | سبتمبر 10, 2005 | 1      | 1:11  | كاسل روك، كولورادو، الولايات المتحدة |           |
| فاز     | 1–0   | تشي بيتس            | إخضاع (خنق المقصلة) | حلقة النار 12 | مايو 22, 2004   | 1      | 1:44  | كاسل روك، كولورادو، الولايات المتحدة |           |

المصدر:

## الخلافات
خاض علي مشاجرتين في عام 2019 حيث كانت هناك تهم قانونية، تم إسقاطها لاحقًا. في 3 مارس 2019، تورط علي في مشادة جسدية في منتجع بالمز كازينو، واتهم لاحقًا بارتكاب جنحة بالضرب. تم إسقاط التهمة في النهاية. في 11 أكتوبر 2019، تورط علي في مشاجرة جسدية أخرى ضرب خلالها زميله مدير فنون القتال المختلطة أبراهام كاوا. تم إبعاده عن المكان ووجهت إليه تهمة الاعتداء. تم رفض التهمة في وقت لاحق.

## وصلات خارجية
- علي عبد العزيز (مدير أعمال) على موقع شيردوغ (الإنجليزية)